# Constantina (Sevilla)
Constantina es un municipio español de la provincia de Sevilla, Andalucía. Está localizado en la Sierra Morena, pertenece al partido judicial de Cazalla de la Sierra y forma parte del parque natural de la Sierra Norte de Sevilla. Cuenta con una población de 5742 habitantes (INE 2024). Su extensión superficial es de 481,31 km² y tiene una densidad de 12,18 hab/km². Se encuentra situada a una altitud de 557 metros y a 87 kilómetros de la capital de provincia, Sevilla.

## Historia

### Edad Antigua
Los vestigios arqueológicos más remotos hallados en cuevas cercanas al límite de la actual población de Constantina son muestras de ocupación de época calcolítica. El asentamiento de época céltica fue llamado Laconimurgi por Plineo, topónimo que es renovado durante los años de la colonización romana por el de Constancia Iulia, cuyos restos arqueológicos se encuentran en el llamado cerro del Almendro, resultando pues, un enclave cuya importancia radicaba básicamente en su situación estratégica tanto en relación con el trazado de las vías que comunicaban el Valle del Guadalquivir y Lusitania como para el aprovechamiento de los recursos naturales relacionados con la minería del cobre y la plata.

### Edad Media
En época islámica la ciudad comienza a configurar su fisonomía como núcleo de población compacto. El primer desarrollo urbano 
se crea en el aún existente barrio de la Morería, ubicado como arrabal en la ladera meridional del cerro del castillo. Este recinto principal contó en sus proximidades con otros enclaves fortificados como el existente en el llamado cerro del Almendro, el baluarte de la ermita de Yedra, el castillo de la Armada y algunas torres almenaras creadas para reforzar el control territorial de este paso natural de comunicación. 
La Constantina musulmana fue entregada en 1247 al rey Fernando III de Castilla, quien la agrega al término de Córdoba. En 1258 se anexiona al reino de Sevilla por privilegio de Alfonso X, haciendo donación de la villa y el castillo al prelado hispalense. 

### Edad Moderna
Posteriormente, pasa a ser regida por el Concejo de Sevilla debido a su importancia estratégica en la Banda Gallega para la defensa del reino cristiano, llegando a ser villa de realengo donada por la Casa de Medina Sidonia a los Reyes Católicos en 1478. Durante estos años se desarrolló un paulatino ascenso de la población que produjo el avance de los límites del caserío. Esta expansión se desarrolla hacia las zonas central y septentrional, generando dos collaciones nuevas, la de San Jorge y la de Santiago que, junto a la de Santa Constanza, estarían ubicadas en la ladera del promontorio que baja al río. 
En 1594 formaba parte del reino de Sevilla en la sierra de Constantina y contaba con 1047 vecinos pecheros.
Paralelamente a este proceso de expansión, se gesta un nuevo núcleo en la orilla opuesta del llamado Río de la Villa, en el que se funda la parroquia de la iglesia de Nuestra Señora de la Concepción, propiciando un desarrollo bipolarizado del suelo urbano que deja las inmediaciones 
del cauce sin ocupar, quedando colmatadas paulatinamente durante el siglo XVI por el nuevo caserío y edificios representativos, acomodando el trazado de las calles a las líneas de nivel y al camino de la antigua vía romana. Al oeste, en este ámbito central se crea una nueva colación, unificando las tres antiguas colindantes, que estaría presidida por la iglesia de Santa María de la Encarnación. También se levantan el edificio del Concejo y las Carnicerías, así como el convento de Santa Clara, la ermita de Santa Ana y el Hospital de la Caridad. La colmatación de este espacio central se realiza durante los siglos XVII y XVIII. En este proceso de urbanización fue configurándose un plano parcelario que comprende divisiones muy alargadas como consecuencia de la alineación de las casas a las márgenes del río. La paulatina construcción de puentes sobre el río, devino en una sistemática tendencia a la canalización de su curso, concluyendo en el encauzamiento subterráneo de toda su trayectoria en el interior del casco urbano. 
Las características orográficas del terreno sobre el que se asienta la localidad generan un trazado del viario condicionado por las líneas de nivel, configurando calles de largo recorrido dispuestas con orientación norte-sur, paralelas al curso del río, en las que la diferencia de cota existente entre ambas líneas de fachada obliga en la mayoría de su trayectoria a la existencia de andenes que salven los distintos niveles. Estas vías longitudinales están cruzadas por otras perpendiculares que se adaptan a la ladera mediante rampas y escaleras, generando unas manzanas irregulares ocupadas por viviendas de carácter unifamiliar de tipología doméstica, de planta muy irregular con patio trasero, planta baja y alta o soberado y cubierta de teja.

### Edad Contemporánea

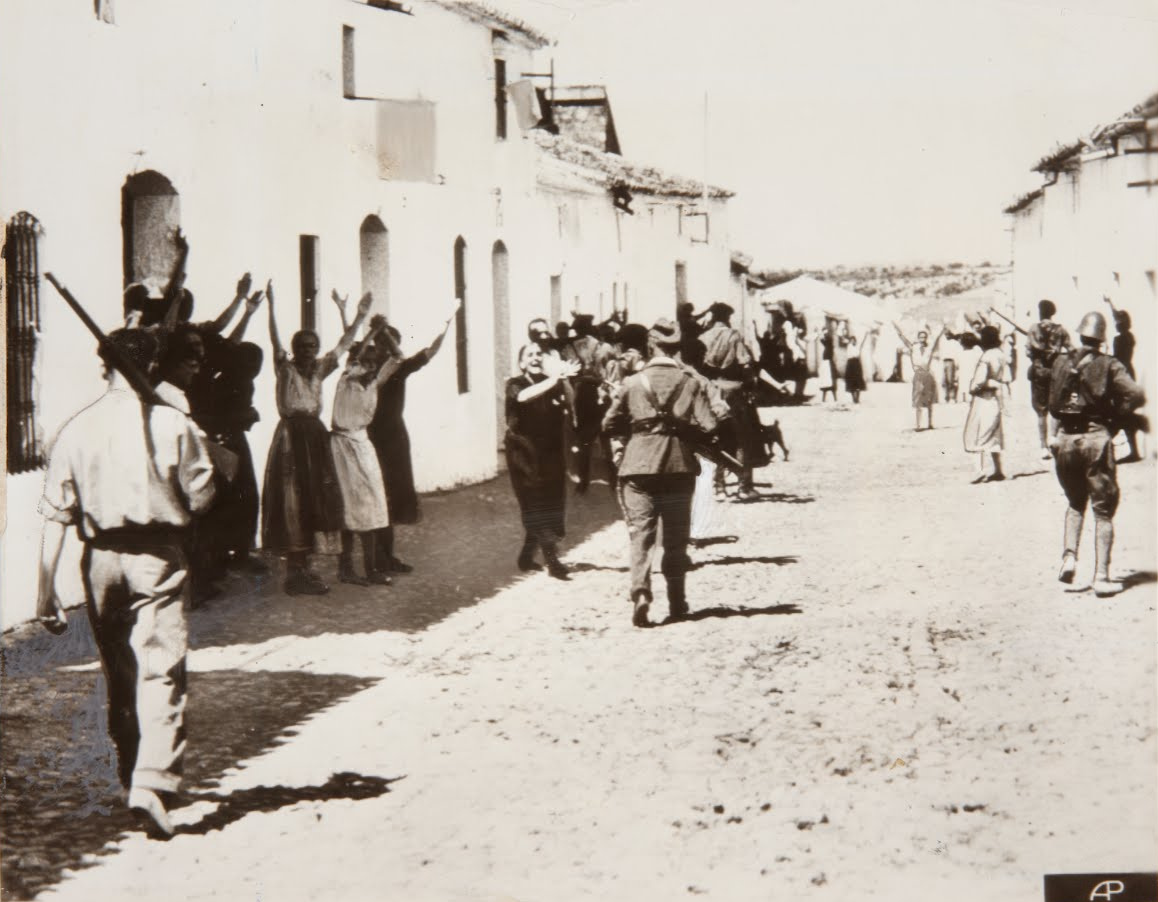
Mujeres de Constantina implorando a los sublevados piedad para los prisioneros en 1936

Durante la primera mitad del siglo XIX y parte del siglo XX Constantina destacó por su entramado industrial, destacándose varias fábricas de hielo, destilerías, fábricas de corcho, almazaras de aceite, etc. Con el proceso generalizado de desindustrialización que tuvo lugar en Andalucía la industria decayó provocando un éxodo poblacional. En la actualidad aún persisten dos fábricas de anisados, especializada en la producción de la crema de guinda.
Durante la Guerra Civil se produjeron una gran cantidad de crímenes políticos en el pueblo. Bajo el control de las milicias populares, al inicio de la sublevación se produjeron 92 asesinatos, muchos de ellos acompañados de torturas y vejámenes públicos. Además de las pérdidas personales fueron destruidas 36 obras religiosas de los siglos XVI al XVIII. 
El 9 de agosto Constantina fue capturada por los sublevados, que asesinaron a 990 personas, el municipio con mayor número de víctimas en la provincia de Sevilla después de la capital.

## Patrimonio
En la trama urbana perdura una tipología de inmuebles relacionados con la arquitectura de rasgos señoriales o burgueses, así como edificios 
notables como la iglesia parroquial de Nuestra Señora de la Encarnación, templo mudéjar perteneciente al siglo XIV sobre el que intervino en el siglo XVI Hernán Ruiz II, construyendo su magnífica torre-fachada cuya imagen caracteriza el perfil de la población. 
Destacan también la ermita mudéjar de Santa María del Robledo, la ermita humilladero de Santa Ana, edificio del siglo XVIII, la antigua iglesia de la Concepción, actualmente utilizada por usos múltiples municipales, la iglesia barroca del antiguo Hospital de San Juan de Dios, que conserva toda su arquitectura original, el convento de Santa Clara, del que solo se conserva su portada y el antiguo convento del Tardón, convertido actualmente en casa de vecinos. De época más reciente, cuenta con ejemplos de edificios importantes entre los que destaca el ayuntamiento, de corte neoclásico. En una apreciación global, esta población constituye, en su conjunto, un marco compacto y homogéneo con calidades estéticas de gran valor. 
En el siglo XIX se ocupa un área al sur y una segunda zona al norte sobre los terrenos del convento de San Francisco. Entre el tipo de caserío predominante, existen muestras de viviendas de carácter señorial. Principalmente centradas en torno a los espacios más representativos del casco histórico, destacan las conservadas en torno a las plazas del Padre Félix, de Blas Infante, del Llano del Sol y de España, así como en el trayecto de las calles Mesones, Carnicerías, del Santo Cristo y del Peso. Están configuradas en torno a un patio central y cuentan con fachadas de estilos neoclásico y regionalista. Incluidas en esta parte del tejido urbano se conservan instalaciones de industrias destinadas a la transformación de recursos naturales, básicamente los relacionados con el vino, el olivo y cárnicas, destacando fábricas de anisados y bodegas familiares que conservan lagares y prensas. 
Otros monumentos destacados son la torre del reloj y el barrio de la morería.

### El castillo
Si bien parece probado que se asienta sobre los restos de un castrum romano anterior y posiblemente otras estructuras militares que se construyeron aprovechando el dominio que el cerro en el que se ubica tiene sobre el valle de la Osa, el edificio actual data de época árabe, dado que defendía el eje norte-sur con destino en Sevilla y reforzaba la línea defensiva de la cora de Firrish. El conjunto se articula en torno a un gran patio de armas y un aljibe semienterrado de grandes dimensiones; protegiéndolos se eleva un muro con ocho torres. La entrada era acodada y estaba protegida por la torre del homenaje, de mayor tamaño que las demás y que controlaba la población al pie del cerro.
Las últimas modificaciones del edificio fueron introducidas por Rodrigo Ponce de León durante el siglo XV, quien posiblemente mandó erigir un antemuro adelantado.
El castillo fue declarado Bien de Interés Cultural en 1985 (BOE del 29 de junio de 1985), y a partir de dicha declaración se llevaron  a cabo algunas tareas de recuperación y reforma, las cuales no pudieron evitar continuos deterioros de la estructura debido al estado de abandono en el que se encontraba. Las últimas obras que se llevaron a cabo tuvieron lugar en verano de 2009, pese a las cuales durante el invierno de 2009-2010 aparecieron grietas en la torre del homenaje, hasta que finalmente el 9 de marzo de 2010, debilitada por las continuas lluvias, dicha torre se desplomó. El día 10 de ese mismo mes, con la torre ya caída, la Comisión de Patrimonio de la Junta de Andalucía, aprobó finalmente el envío de un arquitecto y de ayudas para la conservación del monumento. Los trabajos de reconstrucción comenzaron en febrero de 2013 y finalizaron en marzo del año 2014. La inauguración oficial fue el 25 de junio de 2014, a la que asistieron el entonces alcalde de la localidad, Mario Martínez Pérez, representantes del ministerio de fomento y de la Junta de Andalucía. 

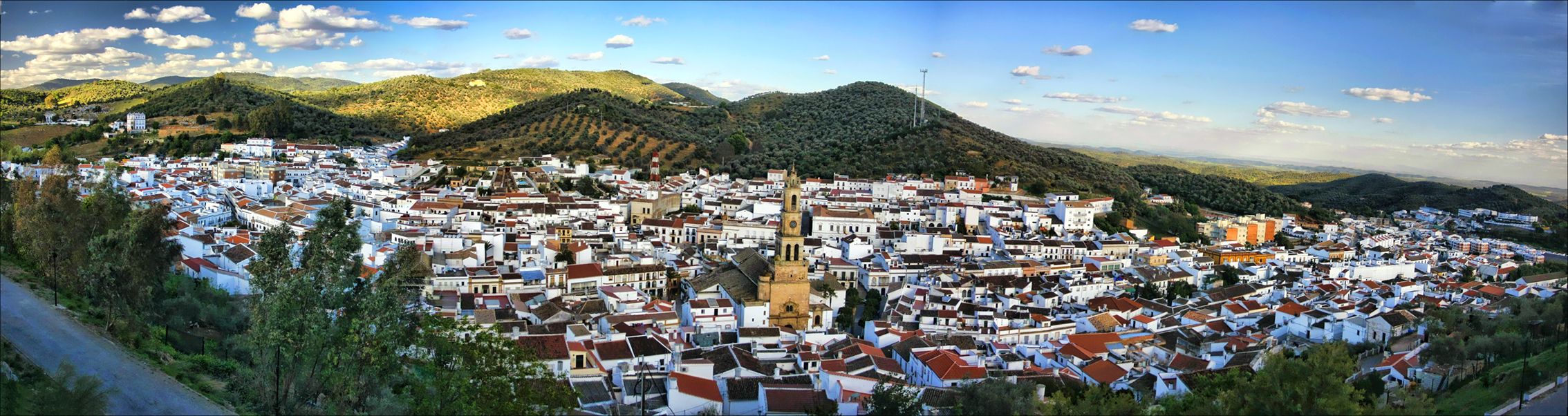
Panorámica de Constantina

- Bienes Inmuebles

| Bien catalogado                                | Otras denominaciones                                       | Web del bien | Tipo               | RP    | EA        | Fecha       |
| ---------------------------------------------- | ---------------------------------------------------------- | ------------ | ------------------ | ----- | --------- | ----------- |
| Castillo del cerro del Almendro                |                                                            |              | Monumento          | B.I.C | Declarado | 25-VI-2003  |
| Castillo del cerro del Castillo                |                                                            |              | Monumento          | B.I.C | Declarado | 25-VI-2011  |
| Castillo del cerro del Hierro                  | Castillo de la Armada, Castillo de la Ciudaleja            |              | Monumento          | B.I.C | Declarado | 25-VI-2014  |
| Castillo-ermita de Nuestra Señora de la Hiedra | Castillo de la Yedra, ermita de Nuestra Señora de la Yedra |              | Monumento          | B.I.C | Declarado | 02-III-1941 |
| Centro histórico de Constantina                |                                                            |              | Conjunto Histórico | B.I.C | Declarado | 01-VI-1996  |
| Iglesia de Santa María de la Encarnación       | Iglesia parroquial de Santa María de la Encarnación        |              | Monumento          | B.I.C | Declarado | 25-I-2019   |

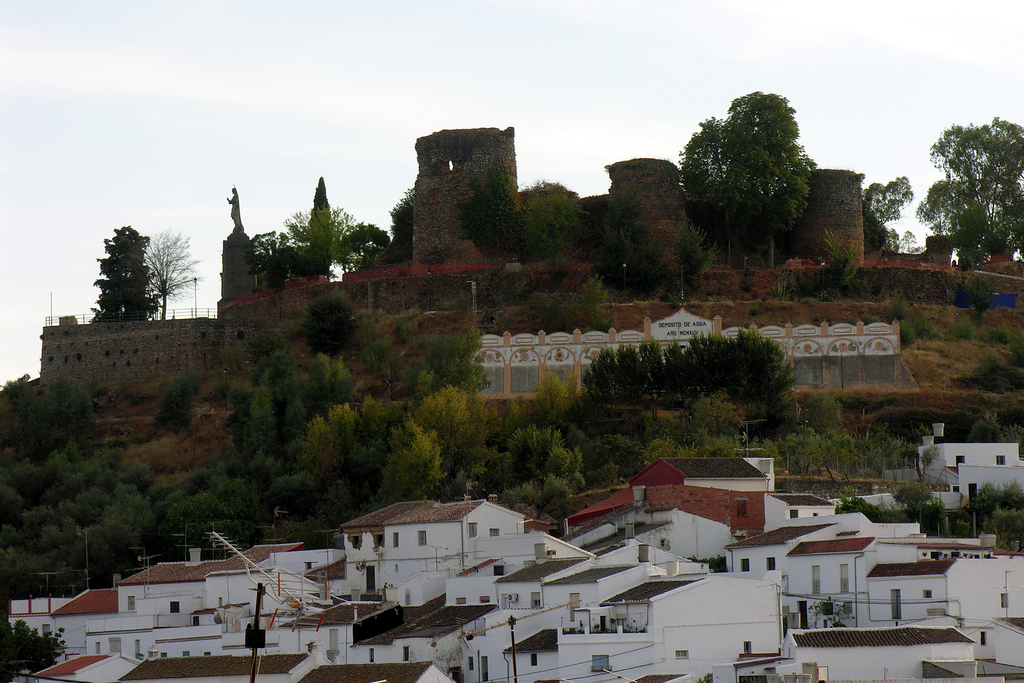
Castillo de Constantina
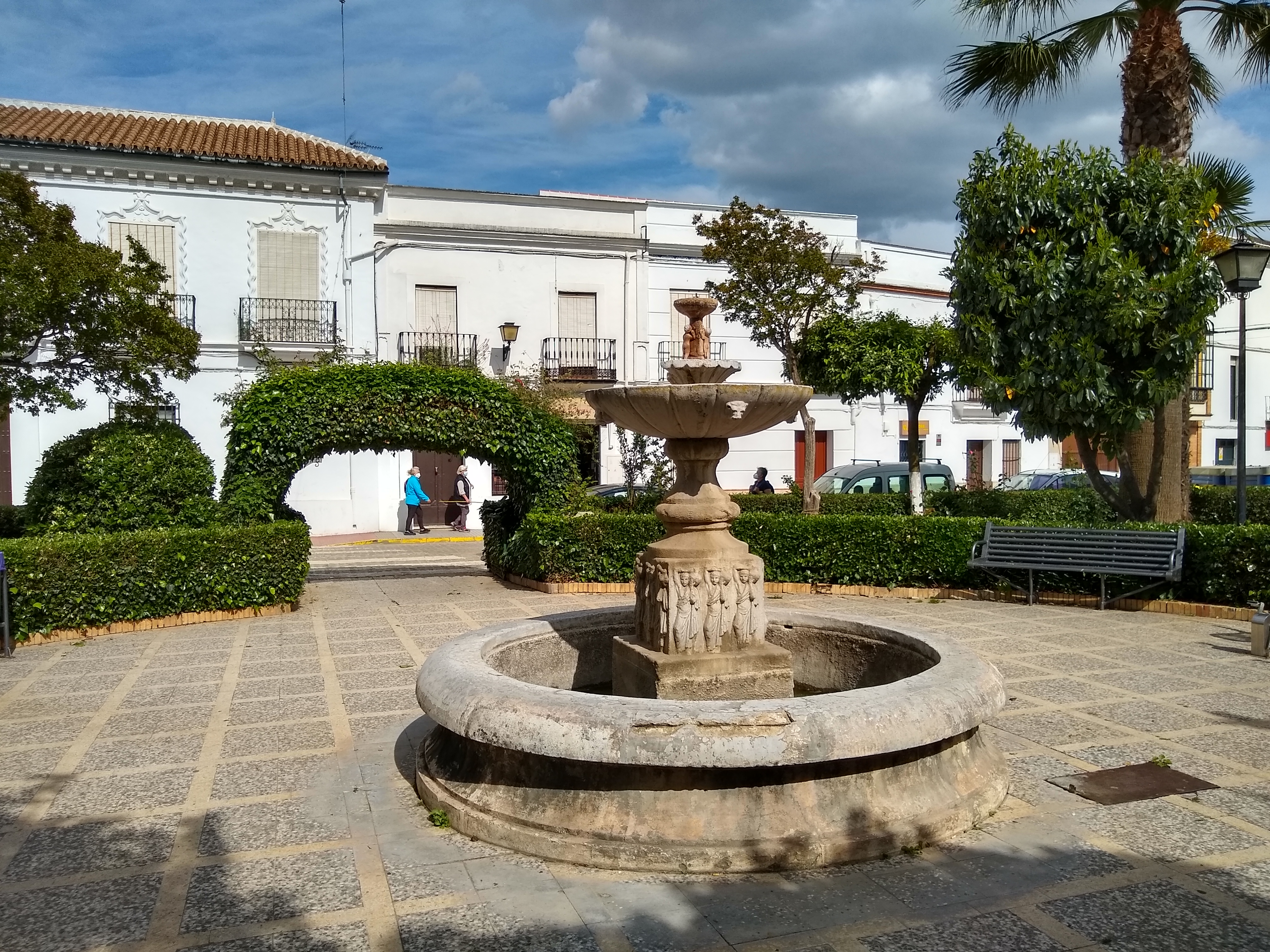
Plaza de la Carretería
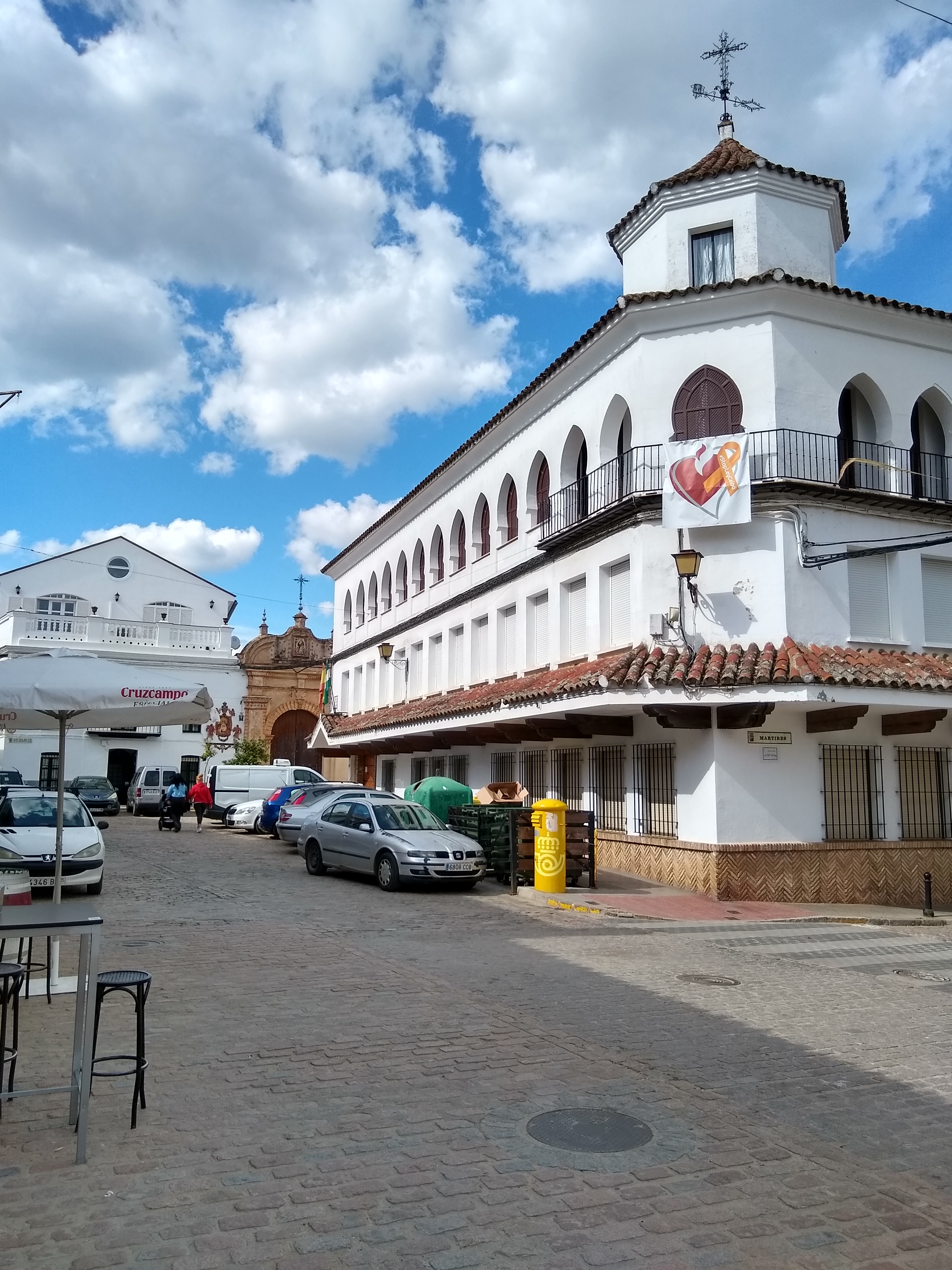
Colegio del Sagrado Corazón de Jesús, de las Hermanas de la Doctrina Cristiana
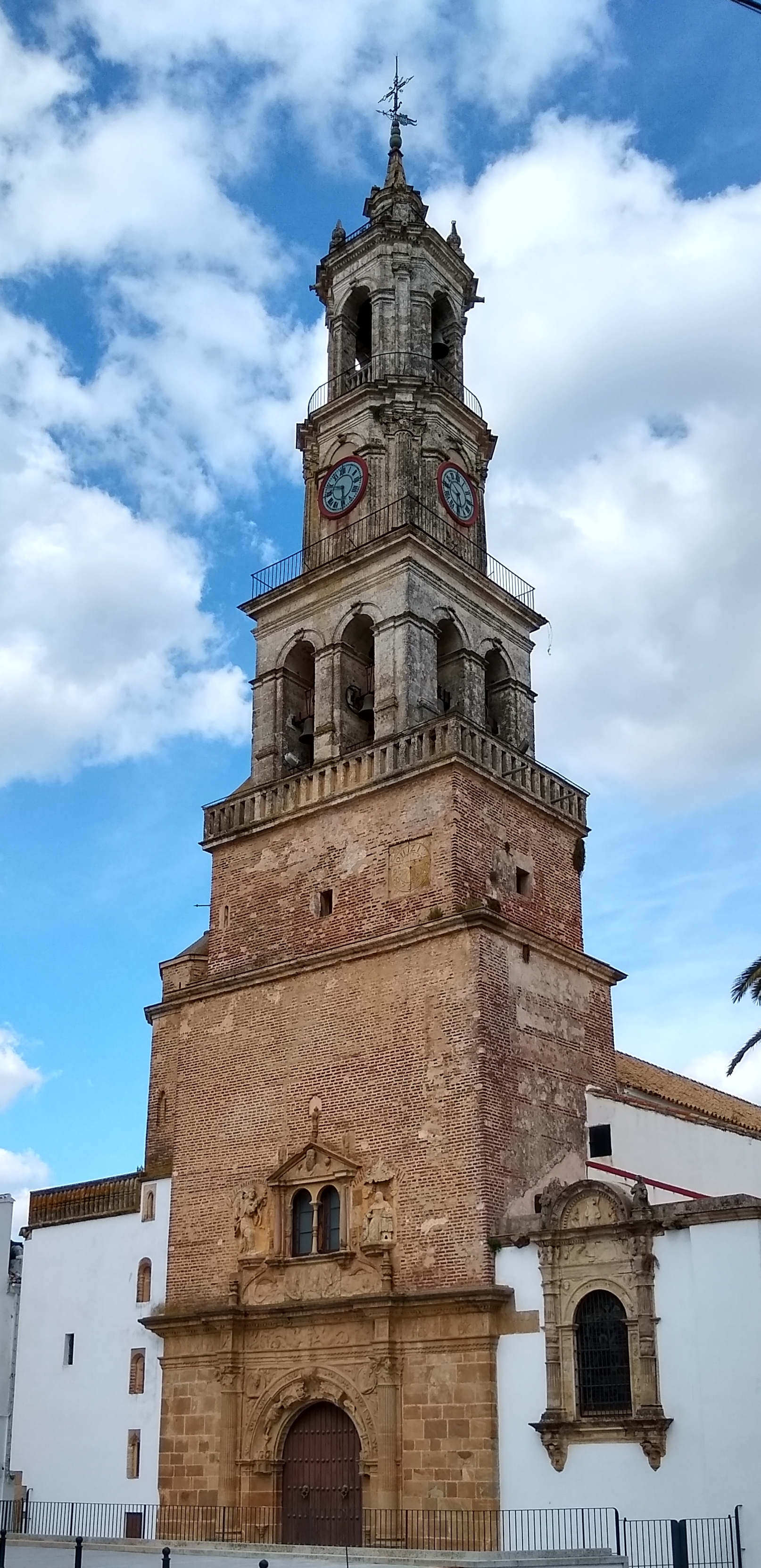
Iglesia de Santa María de la Encarnación
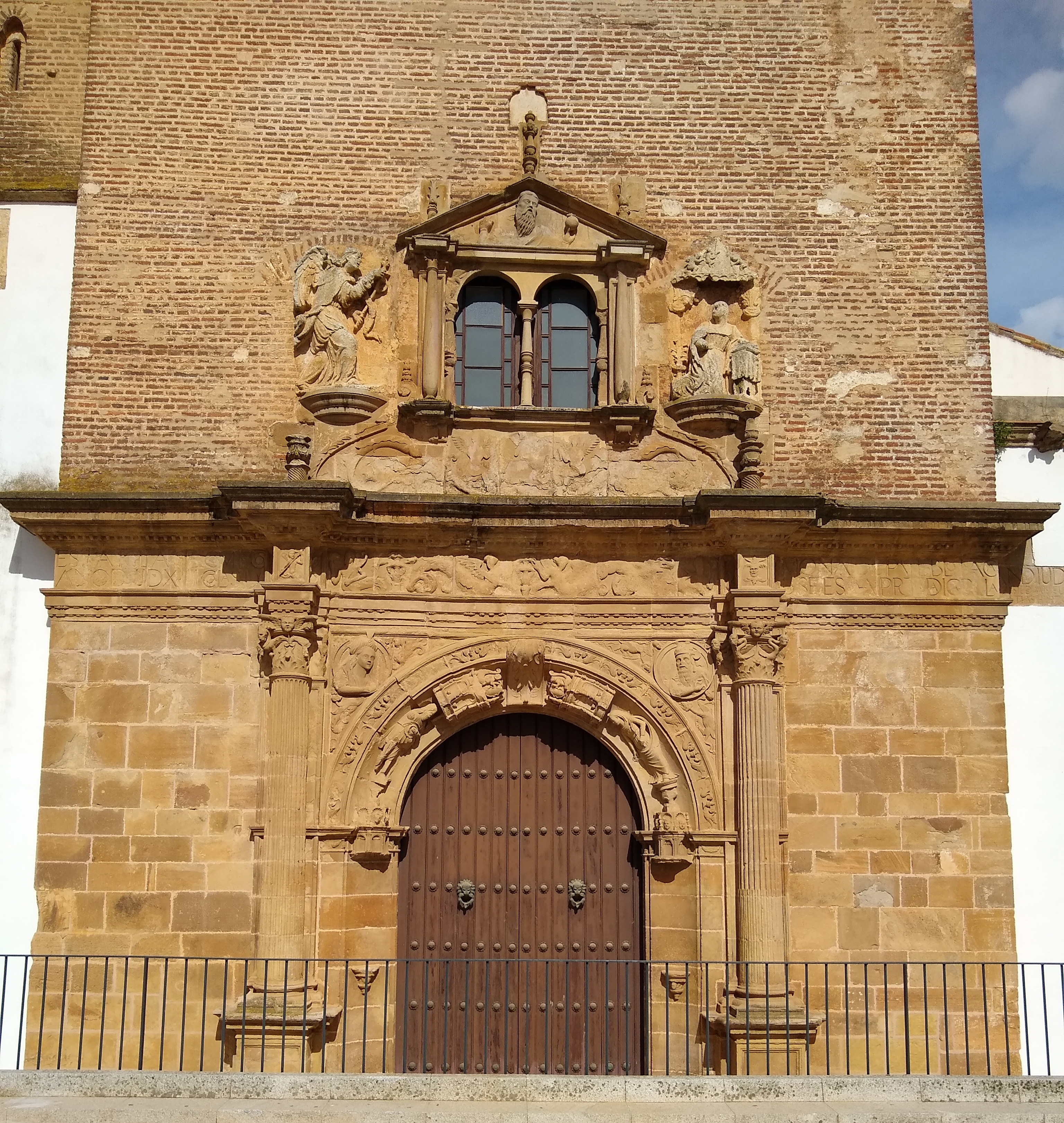
Portada de la Iglesia de Santa María de la Encarnación

## Demografía
Cuenta con una población de 5742 habitantes (INE 2024).
| Gráfica de evolución demográfica de Constantina entre 1842 y 2021 |
| |
| Población de derecho según los censos de población del INE Población de hecho según los censos de población del INEEntre el censo de 1857 y el anterior, disminuye el término del municipio porque independiza a 41066 (Las Navas de la Concepción) |

## Economía

### Evolución de la deuda viva municipal
| Gráfica de evolución de deuda viva del Ayuntamiento de Constantina entre 2008 y 2019                                |
| |
| Deuda viva del Ayuntamiento de Constantina en miles de Euros según datos del Ministerio de Hacienda y Ad. Públicas. |